# Lahij
Pour les articles homonymes, voir Lahij (homonymie).
Ne doit pas être confondu avec Lahidj.
Lahij, Lahej, Lahidj ou Lahedj, (en arabe : لحج Laḥij), parfois appelée par son ancien nom d'al-Houta (en arabe : الحوطة Al Houta), est une ville et une zone située entre Ta'izz et Aden, au Yémen. 
Lahij a été la capitale du sultanat de Lahij, un protectorat de l'Empire britannique jusqu'en 1967, lorsque le sultanat a été aboli, le sultan expulsé, et la région intégrée dans la République populaire du Yémen du Sud. Elle est aujourd'hui capitale du gouvernorat de Lahij.